# Brenon
Brenon es una comuna francesa situada en el departamento de Var, de la región de Provenza-Alpes-Costa Azul. 

## Demografía
| 17 | 15 | 15 | 16 | 14 | 22 | 25 | 29 |
| Para los censos de 1962 a 1999 la población legal corresponde a la población sin duplicidades (Fuente: INSEE [Consultar]) |    |    |    |    |    |    |    |